# Lega giordana professionistica 2004-2005
L'edizione 2004-05 del campionato giordano di calcio vide la vittoria finale del Al-Wahdat
|    | Classifica        | G  | V  | N | P  | GF | GS | Dif | Pt |
| -- | ----------------- | -- | -- | - | -- | -- | -- | --- | -- |
| 1  | Al-Wehdat         | 18 | 16 | 2 | 0  | 41 | 8  | +33 | 50 |
| 2  | Al-Hussein        | 18 | 11 | 3 | 4  | 48 | 27 | +21 | 36 |
| 3  | Al-Faisaly        | 18 | 10 | 1 | 7  | 31 | 19 | +12 | 31 |
| 4  | Shabab Al-Ordon   | 18 | 8  | 5 | 5  | 40 | 27 | +13 | 29 |
| 5  | Al-Baqa'a         | 18 | 8  | 4 | 6  | 25 | 18 | +7  | 28 |
| 6  | Shabab Al-Hussein | 18 | 6  | 1 | 11 | 25 | 33 | -8  | 19 |
| 7  | Kufrsoum          | 18 | 5  | 4 | 9  | 21 | 34 | -13 | 19 |
| 8  | Al-Ramtha         | 18 | 5  | 3 | 10 | 26 | 38 | -12 | 18 |
| 9  | Al-Ahli           | 18 | 4  | 5 | 9  | 12 | 28 | -16 | 17 |
| 10 | That Ras          | 18 | 1  | 4 | 13 | 19 | 56 | -37 | 7  |

## Verdetti
- Al-Wahdat Campione di Giordania 2004-2005.
- Al-Ahli e That Ras retrocesso nel secondo livello.